# Síndrome de la autocervecería
El síndrome de la autocervecería (ABS, por sus siglas en inglés) (también conocido como síndrome de fermentación intestinal, fermentación de etanol endógeno o enfermedad, síndrome de la embriaguez) es una condición caracterizada por la fermentación de carbohidratos ingeridos en el tracto gastrointestinal del cuerpo causada por bacterias u hongos. El ABS es una condición médica rara en la que se producen cantidades intoxicantes de etanol a través de la fermentación endógena dentro del sistema digestivo. Los organismos responsables del ABS incluyen varias levaduras y bacterias, incluyendo Saccharomyces cerevisiae ,S. boulardii, Candida albicans, C. tropicalis, C. krusei, C. glabrata, C. kefyr, C. parapsilosis, Klebsiella pneumoniae y Enterococcus faecium. Estos organismos utilizan la fermentación del ácido láctico o vías de fermentación ácida mixta para producir un producto final de etanol. El etanol generado a partir de estas vías se absorbe en el intestino delgado, provocando un aumento de las concentraciones de alcohol en sangre que produce los efectos de una intoxicación sin consumo de alcohol.
Los investigadores especulan que las causas subyacentes del ABS están relacionadas con el uso prolongado de antibióticos, mala nutrición y/o dietas ricas en carbohidratos, y condiciones preexistentes como diabetes y variaciones genéticas que resultan en una actividad inadecuada de las enzimas hepáticas. En este último caso, la disminución de la actividad de la aldehído deshidrogenasa puede provocar la acumulación de etanol en el intestino, lo que lleva a la fermentación.. Cualquiera de estas condiciones, sola o en combinación, podría causar ABS y provocar disbiosis del microbioma.
Otra variante, el síndrome de autocervecería urinaria, es cuando la fermentación ocurre en la vejiga urinaria en lugar de en el intestino.
Se han intentado afirmaciones de fermentación endógena como defensa contra los cargos por conducir ebrio, algunos de los cuales han tenido éxito, pero la condición es tan rara y poco investigada que actualmente no está respaldada por los estudios disponibles.

## Síntomas y signos
Esta enfermedad puede tener efectos profundos en la vida cotidiana. Los síntomas que generalmente acompañan al ABS incluyen niveles elevados de alcohol en la sangre, así como síntomas consistentes con la intoxicación por alcohol, como dificultad para hablar, tropezar, pérdida de las funciones motoras, mareos y eructos. También se han informado cambios de humor y otros problemas neurológicos.

## Factores de riesgo
Hay ciertas condiciones clínicas, como la diabetes mellitus tipo 2 y la cirrosis hepática, que se han identificado para producir niveles más altos de etanol endógeno. La investigación también ha demostrado que la bacteria Klebsiella puede fermentar de manera similar los carbohidratos en alcohol en el intestino, lo que puede acelerar la enfermedad del hígado graso no alcohólico. La fermentación intestinal puede ocurrir en pacientes con síndrome de intestino corto después de una resección quirúrgica debido a la fermentación de carbohidratos malabsorbidos.
Kaji et al. notó una correlación entre este síndrome y cirugías abdominales previas y alteraciones, como una dilatación del duodeno . Se produce estancamiento de los contenidos, lo que favorece la proliferación de los organismos causales.
El síndrome de fermentación intestinal se investigó previamente, pero se eliminó, como una posible causa del síndrome de muerte súbita del lactante .

## Tratamiento
En primer lugar, los pacientes diagnosticados con ABS reciben tratamiento para los síntomas inmediatos de la intoxicación por alcohol.  A continuación, los pacientes pueden tomar medicamentos si las pruebas dan positivo para los tipos de hongos o bacterias que causan la fermentación intestinal . Por ejemplo, un médico puede recetar antimicóticos como fluconazol o micafungina.  A menudo, los probióticos se administran simultáneamente para garantizar que las bacterias adecuadas recolonicen el intestino y para evitar la recolonización por parte de los microorganismos que causaron el síndrome. Los pacientes también suelen someterse a una terapia dietética en la que se les coloca una dieta alta en proteínas y baja en carbohidratos para evitar los síntomas del ABS.  Los tratamientos enumerados anteriormente se pueden usar individualmente o en combinación para reducir los efectos del síndrome. 